# Buenas (canción)
«Buenas» es una canción de los cantantes españoles Quevedo y Saiko. Fue lanzada el 22 de septiembre de 2023 como el segundo sencillo independiente de Quevedo tras la publicación de su álbum Donde quiero estar.

## Antecedentes
El 31 de marzo de 2023, Quevedo ofreció tres previews de sus próximas canciones en un directo de Instagram junto a su productor BlueFire. Además de enseñar un adelanto de Gran Vía, en colaboración con Aitana, mostró parte de la primera versión de “Buenas” y añadió que era un tema que había querido incluir en su primer álbum Donde Quiero Estar, pero que descartó por falta de tiempo.
El 14 de septiembre de 2023, Quevedo y Saiko anunciaron un concierto sorpresa gratuito en la Sala La Riviera de Madrid, agotándose las entradas en minutos. Se colocaron varias lonas publicitarias en el centro de Madrid en las que ponía «Buenas, no quisiera molestar, pero… ¿cuándo sale ‘Buenas’?». Ambos artistas publicaron en sus redes sociales imágenes junto a estos anuncios.

## Lanzamiento
Finalmente el tema fue lanzado el 22 de septiembre de 2023 por Quevedo. Se trata de la cuarta colaboración del artista canario y Saiko después de “Turbulencias”, “Jordan I” y “Polaris remix”. Buenas es el segundo sencillo no incluido en álbum publicado por Quevedo tras su tema Columbia desde el lanzamiento de su primer álbum Donde Quiero Estar

### Video musical
El videoclip de Buenas fue lanzado junto al tema el 22 de septiembre. Está protagonizado por los propios Saiko y Quevedo junto a la actriz Natalia Azahara.

## Posicionamiento en las listas
| Listas (2023)       | Mejor posición |
| ------------------- | -------------- |
| España (PROMUSICAE) | 1              |

## Certificaciones
| País   | Organismo certificador | Certificación |
| ------ | ---------------------- | ------------- |
| España | PROMUSICAE             | 3× Platino    |